# Seven Seas of Rhye
"Seven Seas of Rhye" er en sang af den britiske rock-gruppe Queen. Sangen, som er skrevet af Queens forsanger Freddie Mercury, er det sidste nummer på gruppens debutalbum Queen fra 1973 og på opfølgeren Queen II fra 1974. Men kun en ikke færdigudviklet instrumentalversion var en del af debutalbummet. Den færdige udgave blev bandets tredje single, den tidligst udgivet sang, der var en del af deres Greatest Hits, med undtagelse af nogle få versioner hvor deres førstesingle, "Keep Yourself Alive", er inkluderet.
I starten var "Seven Seas of Rhye" en simpel "instrumental musikalsk sketch, der lukkede der første album". En udvidet udgave, der var planlagt til at være en del af deres uudgivet album Queen II, fik sin offentlige premiere, da Queen fik en pludselig chance for at optræde på Top of the Pops i februar 1974, og blev hastigt sendt på vinyl kun to dage senere, den 23. februar. Det blev deres første sang til at gå på en hitliste, efter den fik spilletid på BBC Radio 1, hvor den toppede som nummer 10 på UK Singles Chart, hvilket fik Freddie Mercury, til at fokusere fuld tid på Queen.
Sangen blev en live-favorit gennem Queens eksistens, og er inkluderet på Queen: Live in Rio fra 1985, og Queen at Wembley fra 1986.

## Stil, konstruktion og forståelse
Sangen indeholder en distinkt arpeggiaet piano-introduktion. Pianoet kører som sample i "It's a Beautiful Day (reprise)", på albummet Made in Heaven.
Versionen på Queen II slutter med et cross-fade, instrumenterne der blandes sammen til flere forskellige folk der synger "I Do Like to Be Beside the Seaside", ledsaget af en stylofon spillet af producer Roy Thomas Baker. Den inkluderen på den sidste nummer på Queen II er kort efterlignet i de første få sekunder af "Brighton Rock", der åbner deres næste album, Sheer Heart Attack.
I et radiointerview fra 1977, beskrev Freddie Mercury sangens emne som et "påfund af hans fantasi". I Queen-musicallen We Will Rock You, er Seven Seas of Rhye et sted hvor Bohemianeren tages hen efter de bliver brainstormede af Khashoggi.

## Eksterne links
- Queenpedia - detaljeret verdensomspændende udgivelsesinformation
- "Seven Seas of Rhye" sanganmeldelse på Allmusic
- "Queen II videoer, detaljeret beskrivelse"